# 1461 Trabzon
1461 Trabzon Kulübü je turecký fotbalový klub z města Trabzon, který byl založen v roce 1998 jako Değirmenderespor. Svá domácí utkání hraje na stadionu Hüseyin Avni Aker Stadyumu s kapacitou 24 169 diváků, kde působí i klub Trabzonspor. Klubové barvy jsou vínová, bílá a modrá.
V sezóně 2012/13 se umístil na 3. místě turecké druhé ligy PTT 1. Lig.

## Historie
Klub byl založen v roce 1998 pod názvem Değirmenderespor a působil v trabzonské amatérské lize. Po postupu do 2. Lig (turecká třetí liga) jej koupil 1. července 2008 prvoligový Trabzonspor a přejmenoval na Trabzon Karadenizspor. Klub se stal jakousi farmou Trabzonsporu, kde působí bývalí hráči slavnějšího klubu a fotbalisté na hostování. V roce 2010 přijal klub současný název 1461 Trabzon.
1461 byl rok, kdy bylo město Trabzon dobyto Osmanskou říší.